# Killer Croc
Killer Croc (Waylon Jones) is een fictieve superschurk uit de Batman-strips van DC Comics. Hij werd bedacht door Gerry Conway en Don Newton.

## Geschiedenis
Waylon Jones werd geboren met een medische afwijking waardoor hij meer op een krokodil leek. Jones is een van de weinige zwarte superschurken in Amerikaanse stripboeken. Bij zijn debuut was hij een sterkgebouwde man bedekt met groene schubben. In zijn meest recente voorkomen heeft hij ook een snuit en een staart.
Killer Croc is niet alleen een vijand van Batman maar ook van Bane. Bane en Killer Croc hebben een aantal maal tegen elkaar gevochten en leken even sterk te zijn.

## Krachten en vaardigheden
Killer Croc lijkt te lijden aan een agressieve vorm van atavisme, wat inhoudt dat hij kenmerken vertoont van oermensen. Zijn huid is verhard tot het punt dat hij ongevoelig is voor de meeste fysieke aanvallen waaronder laagkaliberwapens. Hij kan zeer snel genezen en beschikt over bovenmenselijke kracht. Killer Croc beschikt over zeer snelle reflexen en is in het water net zo thuis als een echte krokodil.
Zijn intelligentieniveau verschilt per strip. In sommige is hij ongeveer zo slim als een normaal mens, maar in andere is hij een hersenloos beest dat zonder na te denken aanvalt.

## In andere media

### Films
- Killer Croc komt voor in de film Suicide Squad  uit 2016. Killer Croc werd vertolkt door Adewale Akinnuoye-Agbaje.
- Killer Croc verschijnt in LEGO-vorm in The Lego Batman Movie als korte rol. Hij wordt hier ingesproken door Matt Villa, en door Frans Limburg in de Nederlandse versie.

### Televisieseries
- Killer Croc deed mee in enkele afleveringen van Batman: The Animated Series. Hierin was hij een voormalige worstelaar die voor het pad van de misdaad koos. Zijn reptielachtige uiterlijk werd wat verminderd in deze serie.
- Deze zelfde versie van Killer Croc verscheen in de vervolgserie The New Batman Adventures.
- Killer Croc deed mee in een aflevering van de serie The Batman, waarin hij juist zeer reptielachtig is. Zijn oorsprong is in deze serie grotendeels onbekend, maar er zijn geruchten dat hij het gevolg van een militair experiment is.

### Videospellen
- Killer Croc is een levelbaas in de videospellen Batman: Arkham Asylum en Batman: Arkham Origins. Ook verschijnt Croc in Batman: Arkham City en Batman: Arkham Knight. De stem van Killer Croc werd ingesproken door Steven Blum, voor het Origins spel was dit echter Khary Payton.
- Killer Croc is een van de schurken en speelbare personages in LEGO Batman: The Videogame, LEGO Batman 2: DC Super Heroes, LEGO Batman 3: Beyond Gotham en LEGO DC Super Villains.